# Добровольская, Элла Дмитриевна
Элла Дмитриевна Добровольская (5 июня 1929, Москва — 7 апреля 2014, Москва) — советский и российский реставратор и историк архитектуры, автор ряда научных статей по памятникам средневековой русской архитектуры и, в соавторстве с Б. В. Гнедовским, научно-популярных изданий, в том числе «жёлтой» и «белой» серии.

## Биография
Родилась в 1929 году в Москве. В 1951 году окончила исторический факультет Ленинградского Гос. Университета по специальности история искусства. В период учёбы трижды участвовала в работах Киевской археологической экспедиции АН СССР, где приобрела опыт исследования памятников древнерусской архитектуры (1948—1950).
В 1951—1954 годах работала в должности архитектора в Центральной научно-реставрационной мастерской (ЦНРМ) Госстроя РСФСР (позднее — ВПНРК МК СССР). На основе натурных исследований (обмеров) и материалов архивов составляла исторические справки по реставрируемым объектам Москвы, Ленинграда, Пскова, в том числе по Ново-Иерусалимскому монастырю, где также вела архнадзор по восстановлению корпуса «Караульных палат» (первый самостоятельный проект).

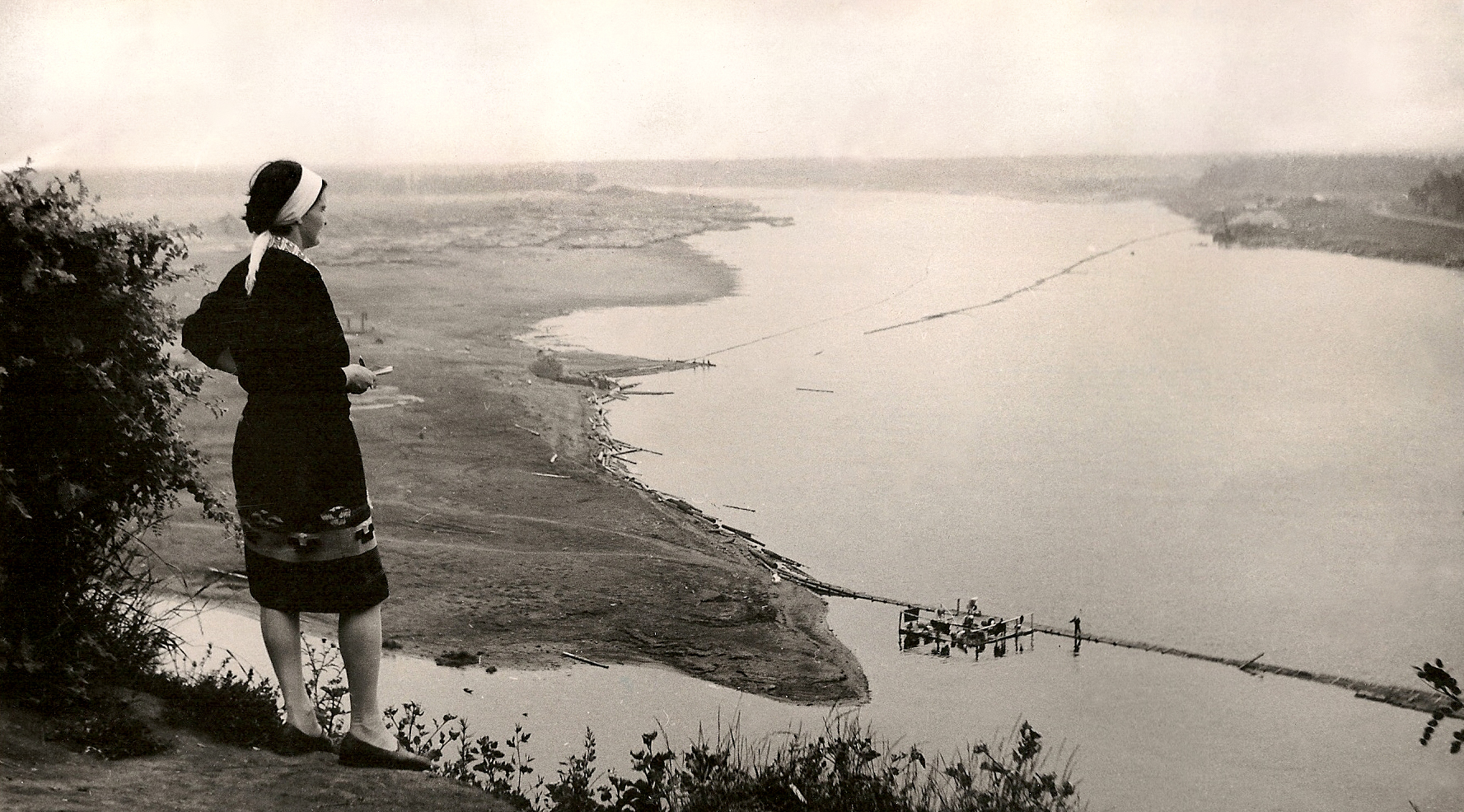
Э. Д. Добровольская на берегу реки Вятки недалеко от Слободского

В 1954—1961 годах работала ведущим архитектором Ярославской специальной научно-производственной реставрационной мастерской (ЯСНРПМ), одновременно в 1959—1961 годах исполняла обязанности заведующей архитектурным отделом вновь созданного Ярославско-Ростовского музея-заповедника.
С 1961 по 1986 год работала в Инспекции по государственной охране памятников истории и культуры Москвы в системе ГлавАПУ, занимая должности старшего архитектора, руководителя группы, начальника отдела. За эти без малого 25 лет общее содержание работы Инспекции (впоследствии Управления) изменялось в сторону преобладания градостроительных проблем. Однако отдел памятников архитектуры государственного значения, которым руководила Э. Д. Добровольская, сохранял первоначальную функцию и продолжал считать своей основной задачей обеспечение охраны и реставрации конкретных объектов — ценнейшего архитектурно-художественного наследия Москвы, памятников XV — начала XX веков. В 1980-х годах была членом редколлегии фундаментального многотомного издания «Памятники архитектуры Москвы», издательство «Искусство», М., 1985—1998 (тт. 2-5).
С 1960 года — член Союза архитекторов СССР, где в течение более 15 лет была учёным секретарём секции изучения и охраны памятников архитектуры Московского отделения Союза (МОСА). В 1968—1989 годах неоднократно получала почётные грамоты СА СССР.

## Научная работа
Параллельно с исполнением служебных (производственных и общественных) обязанностей всегда стремилась публиковать новые материалы, углубляющие знания по истории русской архитектуры. Первой научной публикацией была статья об историко-архивных сведениях по Ростовскому кремлю (1958). Одновременно стала автором текстов буклетов по десяти памятникам архитектуры Ярославля (1956), часть которых затем обновлялась и переиздавалась на протяжении более 20 лет (до 1978 года). Изучала и публиковала материалы о деятельности Ярославской реставрационной мастерской 1920-х годов (1960, 1971).
Основное содержание работы Э. Д. Добровольской в Ярославле — исследование и руководство фрагментарной реставрацией древнейших сохранившихся памятников зодчества (крепостные сооружения и Входиерусалимская церковь Спасского монастыря, два ранних храма на посаде: церковь Николы Надеина (1620—1621 гг.), церковь Рождества Христова на Волге (ок. 1644 г.), заложившие основу местной школы каменного зодчества первой половины XVII века). Итогом этих работ стали три статьи в научных сборниках Москвы и Ленинграда (1963—1974).
В 1970-х годах была соавтором Б. В. Гнедовского в написании четырёх научно-популярных книг, вышедших в издательстве «Искусство», — об архитектурном наследии Ярославля (1968, 1971, 1981), Вятки (1971), Архангельска (1978) и Приенисейского края (1980). Последние три были так или иначе связаны с авторскими работами Б. В. Гнедовского, а первая — о Ярославле — стала естественным подведением итогов работы Э. Д. Добровольской и Б. В. Гнедовского в этом городе в течение 7 лет (1954—1961). Последняя совместная работа — Обзорная информация Государственной библиотеки им. В. И. Ленина «Музеи под открытым небом в СССР: развитие принципов формирования структуры» (М., 1987).
Памяти Б. В. Гнедовского (1914—1998) посвящены два издания, подготовленных Э. Д. Добровольской в 2000 и 2002 годах. Его значение как одного из ведущих реставраторов, специалистов-«деревянщиков» характеризуется в этих книгах не только его авторской графикой, но и его ранее не опубликованными текстами.

## Книги и статьи
- Добровольская Э. Д. Новые материалы по истории Ростовского кремля // Древний Ростов. Ярославль, 1958. Вып. 1. С. 45.
- Добровольская Э. Д. Входоиерусалимская церковь Спасского монастыря в Ярославле // Памятники русской архитектуры. Исследования и реставрация. В.4. М.-Л., 1963. С. 19-43.
- Добровольская Э. Д. Церковь Николы Надеина в Ярославле // Культура и искусство Древней Руси. Л., 1967. С. 153—163.
- Добровольская Э. Д. Ярославль. М., 1968.
- Добровольская Э. Д. У истоков каменного посадского зодчества Ярославля // Культура средневековой Руси. Л., 1974. С. 42-55.
- Добровольская Э. Д., Гнедовский Б. В. Ярославль. Тутаев. М., 1971.
- Гнедовский Б. В., Добровольская Э. Д. Дорогами земли Вятской. М, 1971. (скачать)
- Гнедовский Б. В., Добровольская Э. Д. Вокруг Архангельска. М., 1978. (скачать)
- Добровольская Э. Д., Гнедовский Б. В. Вверх по Енисею. М., 1980.
- Добровольская Э. Д. Памятники архитектуры Спасского монастыря. Ярославль, Верх.-Волж. кн. изд-во, 1980.
- Добровольская Э. Д., Гнедовский Б. В. Ярославль. М., 1981.
- М. Б. Гнедовский, Э. Д. Добровольская. Музеи под открытым небом в СССР: развитие принципов формирования структуры // Музейное дело и охрана памятников. Вып. 2. М.,1987.
- Памятники народного деревянного зодчества России в творчестве Бориса Гнедовского: 40 лет в реставрации. 1947—1988. [автор-составитель Э. Д. Добровольская]. М., 2000.
- Памятники народного деревянного зодчества России в музеях под открытым небом. 12 старейших музеев народного зодчества и быта. М., 2002. [Издание рукописи 1985 г., автор-составитель Э. Д. Добровольская].
- Добровольская Э. Д. И. А. Тихомиров — исследователь и реставратор ярославских памятников. (К столетию со дня рождения) // Архитектурно-художественное наследие Ярославля: сборник статей сотрудников Ярославской реставрационной мастерской. Ярославль, Ремдер, 2010 С. 134—146.
- Добровольская Э. Д. Оборонительные сооружения Спасского монастыря // Архитектурно-художественное наследие Ярославля: сборник статей сотрудников Ярославской реставрационной мастерской. Ярославль, Ремдер, 2010. С. 61-95.
- Добровольская Э. Д. Музей-заповедник «Шушенское». История создания. 1968—1970. Издание музея-заповедника, 2010.
- Добровольская Э. Д. Церковь Рождества Христова в Ярославле. (О некоторых проблемах истории строительства храма): Светлой памяти Виктора Ивановича Васина // XV Научные чтения памяти Ирины Петровны Болотцевой (1944—1995). Ярославль. Аверс Плюс, 2011. С. 59-67.

## Э. Д. Добровольская, о ней
- Полушкина Л. Л. «Ярославль — город нашей молодости» (памяти Э. Д. Добровольской) // XX научные чтения памяти Ирины Петровны Болотцевой (1944—1995). Ярославль, 2016. См. оглавление сборника